# Jean-François de Cariés de Senilhes
 (octobre 2008).
Si vous disposez d'ouvrages ou d'articles de référence ou si vous connaissez des sites web de qualité traitant du thème abordé ici, merci de compléter l'article en donnant les références utiles à sa vérifiabilité et en les liant à la section « Notes et références ».
Jean-François de Cariés de Senilhes, né le 12 octobre 1798 (21 vendémiaire de l'an VII) à Lacaune (Tarn), mort le 17 juillet 1862 à Bordeaux, est un général français.

## Biographie
Jean-François de Cariés de Senilhes est le fils de Pierre et de Louise Goudon. Il s'est marié avec Fortunée, Raymonde, Mélanie Jorel de Saint Brice le 2 juillet 1821 à Versailles.

### Carrière militaire
Entré comme enseigne à la compagnie d'Havré à la Garde du corps du Roi le 1er novembre 1815, il passe garde de 2e classe (sous-lieutenant) le 1er mai 1819, puis de 1re classe (lieutenant) en novembre. Affecté au cadre des aides majors avec le grade de lieutenant le 16 août 1820, il passe à la légion départementale des Pyrénées-Orientales devenue 15e régiment d'infanterie légère à compter du dit jour. 
Le 21 mai 1821, il est affecté au 2e régiment d'infanterie de la Garde royale puis passe au corps royal d'état-major, le 29 septembre 1822. Nommé à l'état-major général de l'armée des Pyrénées le 14 février 1823, puis à l'état-major général du corps d'occupation en Espagne le 6 novembre, il est mis en disponibilité le 16 décembre 1824. Désigné pour l'emploi d'aide de camp à l'état-major du général Clouet le 18 mars 1825, il est promu au grade de capitaine le 13 juillet 1825.
Disponible le 1er janvier 1829, il est mis à la disposition du général, duc de Conegliano le 3 juillet en qualité d'aide de camp, puis à la  disposition du général Clouet le 23 mars 1830. Promu au grade de chef de bataillon le 2 août 1830, il entre à la direction de la cavalerie du ministère de la Guerre le 6 mars 1831, sous les ordres du général Préval. Désigné comme secrétaire, il siège au comité de l'infanterie et de la cavalerie le 26 septembre 1832. Il est envoyé en mission en Espagne le 11 avril 1836. 
Promu au grade de lieutenant-colonel le 30 mai 1837, il est mis en disponibilité le 15 mai 1838. Puis il rejoint l'état-major du camp de Saint-Omer le 25 juillet en qualité de chef d'état-major. Il est à nouveau disponible le 15 octobre 1838. Il est appelé à siéger au comité de l'infanterie et de la cavalerie le 23 mai 1839, en qualité de secrétaire. 

### Passage à la Légion
De nouveau envoyé en mission en Espagne le 21 septembre 1839 et après une courte indisponibilité, il est promu au grade de colonel le 30 décembre 1840 et reçoit, le dit jour, le commandement du 2e régiment de Légion étrangère.

### Officier général
Nommé au grade de maréchal de camp le 18 janvier 1848, il est désigné pour commander le collège militaire de La Flèche le 3 mars 1848. Disponible le 20 décembre 1849, il reçoit le commandement de la subdivision de l'Orne le 15 janvier 1852, puis celui du département de la Seine inférieure et de l'Eure à Rouen le 1er août 1854. Il est placé en 2e section des officiers généraux le 13 octobre 1860. Il se retire à Bordeaux où il décède le 17 juillet 1862.

## Décorations
Cité au rapport du général Négrier au combat à Ould Hamm des 14 et 15 mai 1842, cité au rapport du 14 mai 1843 à Edough et cité au rapport du général Randon le 9 juin 1846, il est :
- Commandeur de la Légion d'honneur le 28 décembre 1855, (chevalier de 1831 et officier de 1843)[6]

Et il est autorisé à porter les insignes de :
- Chevalier de 3e classe du Nichan Iftikhar (1847) ;
- Commandeur de l'ordre d'Isabelle la Catholique d'Espagne (1837) ;
- Commandeur de l'ordre du Mérite de Saint Ferdinand d'Espagne.

### Sources et bibliographie
- René Lemoine de Margon, Le général Abdelal, Paris, C. Lévy, 1887, 330 p. (BNF 30788156, lire en ligne), p. 104
- Fonds d'archives - Centre de documentation de la Légion étrangère (répertoire des chefs de corps)